# Tommy Ebben & the Small Town Villains
Tommy Ebben & the Small Town Villains is een Nederlandse band rond de Utrechtse singer-songwriter Tommy Ebben. Na het in 2009 in eigen beheer uitgebrachte demo-album Old Masters Painted These Moments, verzamelde Ebben een band bij elkaar en was het voortaan Tommy Ebben & the Small Town Villains. Ook was er al een label; er werd getekend bij Goomah Music.
Na in 2009 en 2010 op diverse podia en festivals (onder andere op Zwarte Cross en bij 3FM) te hebben opgetreden kwam op 14 oktober 2010 het eerste album mét band uit, genaamd: Dreamless Slumbers. Het nummer She Won't Tell van
dit album is gebruikt in een reclame voor Vodafone Fietsen.
Sinds eind 2009 oefent de band in het historische Utrechtse rijksmonument Villa Jongerius, dat thans weer gerestaureerd wordt.

## Discografie
- Old Masters Painted These Moments (2009)
- Dreamless Slumbers (2010)
- A Whisper To Arms (2011)